# 波克羅夫斯凱 (諾夫霍羅德-錫韋爾斯基區)
52°17′52″N 32°31′24″E / 52.29778°N 32.52333°E
波克羅夫斯凱（烏克蘭語：Покровське）是烏克蘭北部切爾尼戈夫州諾夫霍羅德-錫韋爾斯基區塞梅尼夫卡市鎮的村莊，面積0.1平方公里，海拔高度142米，2001年人口16，人口密度每平方公里160人。